# Belz
Belz – miejscowość i gmina we Francji, w regionie Bretania, w departamencie Morbihan.
Według danych na rok 1990 gminę zamieszkiwały 3372 osoby, a gęstość zaludnienia wynosiła 215 osób/km² (wśród 1269 gmin Bretanii Belz plasuje się na 149. miejscu pod względem liczby ludności, natomiast pod względem powierzchni na miejscu 638.).